# Castel di Tora
Castel di Tora – miejscowość i gmina we Włoszech, w regionie Lacjum, w prowincji Rieti.
Według danych na rok 2004 gminę zamieszkiwało 218 osób, 14,5 os./km².